# 甄阜
甄阜（前1世紀—23年），西漢末期、新朝武将、政治人物。前队大夫（新制南阳郡太守）。

## 生平
| 姓名         | 甄阜                          |
| 時代         | 西漢時代 - 新朝               |
| 生卒年       | 生年不詳 - 23年（地皇四年）   |
| 字・別号     | 〔不詳〕                      |
| 出身地       | 〔不詳〕                      |
| 職官         | 副校尉〔前漢〕→前队大夫〔新〕 |
| 爵位・号等   | -                             |
| 陣营・所属等 | 漢平帝→孺子嬰→王莽            |
| 家族・一族   | 〔不詳〕                      |

新朝王莽属下人物。最初他参与匈奴相关的外交事務。中郎将韓隆出使匈奴，甄阜为副校尉。后来又和中郎将王駿、王昌、副校尉王寻出使匈奴。新朝建立後，始建国元年（9年），甄阜又随五威将王駿出使匈奴。
後甄阜为前队大夫（新制南陽太守），地皇年間镇压反新勢力。李通参加反新活動，事发，宛朝名家李氏一族尽被杀害。反新軍敗北。南陽郡棘陽被反新軍攻克，县長岑彭撤退回宛城，其母被甄阜拘为人质，強迫他为自己效力。地皇三年（22年）末，劉縯、王匡率领反新軍進軍宛城，他和屬正（新制都尉）梁丘賜一起在小長安聚（南陽郡育陽县）迎撃反新军。甄阜勝利，劉縯一族数十人被殺害。刘縯的妹妹刘元、弟弟刘仲阵亡。刘伯升退到棘阳据守。甄阜、梁丘赐乘胜把物资留於蓝乡，率精兵十万南渡潢淳河，到达了沘河，在两河之间扎营布防，破坏背后桥梁，表示绝不回师。23年正月初一，汉军与下江兵一同攻打向甄阜、梁丘赐军，斩甄阜、梁丘赐，杀士兵二万余人。